# Diga sul pianeta Hestia
Diga sul pianeta Hestia (nell'originale inglese Hestia) è un romanzo di fantascienza della scrittrice statunitense C. J. Cherryh pubblicato nel 1979.

## Trama
Sul pianeta Hestia, caratterizzato da un clima quasi in permanenza piovoso, si è insediata da circa un secolo una colonia terrestre alla foce di un grande fiume e sulle sponde del suo basso corso. L'esistenza dell'insediamento, che viene saltuariamente visitato dalle astronavi terrestri, è però povera e stentata e viene messa periodicamente in pericolo dalle piene del fiume. Il governatore della colonia ha fatto richiesta alla terra di aiuti ottenendo solo l'invio di una squadra di tre tecnici incaricati di valutare la fattibilità della costruzione di una grande diga sull'alto corso del fiume per regolarizzarne la portata e mettere così in sicurezza case e coltivazioni.
Il romanzo comincia con la partenza di un'astronave per la terra sulla quale due dei tre tecnici abbandonano Hestia; l'ingegner Sam Merrit viene invece trattenuto contro la propria volontà sul pianeta ed è costretto a recarsi a Burns Station, il luogo dove dovrebbe sorgere la diga, per seguirne i lavori di costruzione.
Sia pure a malincuore Sam comincia l'opera, fortemente voluta non solo dal governo ma anche dai coloni che vivono di allevamento e agricoltura nelle fattorie della zona. Nel frattempo nasce tra lui e Meg Burns, una ragazza del posto, un rapporto sentimentale. Attorno alla stazione iniziano però misteriosi sabotaggi dovuti alla Gente. Si tratta di una popolazione indigena dalle caratteristiche umanoidi che vive nelle foreste attorno al fiume e che si oppone in modo progressivamente più duro all'espansione dei terrestri nel proprio ambiente naturale.
Sam Merrit si trova a soccorrere Sazhje, una donna indigena che viene poi trattenuta come prigioniera presso la stazione per alcune settimane. L'ingegnere comincia a dubitare della bontà della costruzione della diga suscitando una crescente diffidenza da parte dei coloni, i quali odiano la Gente e vedono in essa un ostacolo al proprio benessere e alla propria sicurezza. Man mano che procede la conoscenza con la popolazione indigena lo scontro tra Sam e i coloni diventa sempre più aspro fino ad un finale carico di suspense.

## Tematiche
Tra le principali tematiche presenti nel romanzo si possono citare quella dell'etica del lavoro, la liberazione sessuale, il rapporto tra indigeni e colonizzatori, la burocrazia e l'inerzia del governo centrale, lo scambio tra diverse culture, l'ecologia e l'impatto dei pregiudizi sulla libertà di scelta individuale.

## Edizioni
- C. J. Cherryh, Diga sul pianeta Hestia, collana Urania n° 933, Arnoldo Mondadori Editore, 1982,  p. 170.